# 玩命關頭3：東京甩尾
《玩命關頭3：東京甩尾》（英語：The Fast and the Furious: Tokyo Drift），2006年電影，林詣彬執導，《玩命關頭系列》第三部作品。跟前兩集不同，本集啟用了全新的角色和演員，並將場景設定在日本东京。本集亦是首部由林詣彬執導的《玩命關頭系列》電影。

## 劇情
尚恩·鮑斯威（Sean Boswell）與同學在一次非法賽車中被警方拘捕，唯一不需入獄的條件就是他必須離開美國，前往日本与在驻日美军服役的父亲一起生活。來到陌生的東京，尚恩在學校結識了同樣來自美國的黑人青年汀奇（Twinkie），在汀奇的帶領下，尚恩見識了東京的地下賽車世界，並遇上了暴力團的地下甩尾王(DK)蒲田隆史（Takashi Kamada）。對甩尾技術一竅不通的尚恩受不住隆史的挑釁而與他決戰，結果把車撞毀欠下巨債。
尚恩為還債而只好替隆史的拍擋韓（Han Seoul-Oh）工作，但韓卻反而給了尚恩一輛三菱Lancer Evolution並教導尚恩練習甩尾和享受賽車樂趣，而尚恩在努力練習甩尾的同時亦與隆史的女友妮拉關係大有進展。隆史與韓的問題、妮拉與尚恩的關係及隆史與尚恩之間的恩怨將所有人都捲入日本黑幫與賽車的玩命遊戲中。後來隆史因為發現韓私吞了暴力團的錢而在澀谷街頭引發了一場賽車追逐，韓為了救被隆史壓制的尚恩與妮拉而遭隆史追殺，最終駕駛著馬自達RX-7經過十字路口時被一輛賓士轎車撞毀後爆炸，但是其精神振立了尚恩。
尚恩為了替韓復仇而親自前往暴力團的地盤並向暴力團的高層兼隆史的叔叔提出和解要求的一場決賽，誰在山路比賽中勝出便能留在東京。為此，尚恩借用了父親的1967年福特野馬，把先前被尚恩撞毀的日產Silvia S15的引擎安置在野馬上並在比賽場地不斷練習甩尾和調校引擎。
比賽當天，隆史不斷撞擊尚恩，甚至試圖把尚恩推下懸崖摔死，結果尚恩在到達終點前成功躲開隆史的攻擊，使隆史連人帶車摔下懸崖，尚恩勝出並獲得“新甩尾王”的稱號。
之後的某天，唐米尼克·泰瑞托來到地下賽車場並想與尚恩進行比賽，尚恩本來想拒絕，但聽說唐老大是韓的朋友後便立刻答應，與他來了一場甩尾比賽。

## 概要
韓是後來續作都出現的角色，換句話說本片內容設定於之後幾集故事發生之後。
曾經在2001年電影《玩命關頭》出现，由馮·迪索飾演的唐米尼克·泰瑞托亦在本集片尾客串，挑战尚恩的甩尾王称号，为《玩命關頭7》留下伏笔。
另外，在現實中被稱為日本“甩尾王”的傳奇級賽車手兼日本知名賽車動漫《頭文字D》的顧問土屋圭市和日本知名甩尾賽車隊伍Team Orange的成員熊久保信重在片中客串在一個碼頭釣魚的兩個大叔。

## 第3集的時間設定
《玩命關頭3》的發生時間設定於《玩命關頭6》和《玩命關頭7》之間。
在《玩命關頭6》的片尾彩蛋中，畫面切到了日本東京街頭，隆史、韓和尚恩進行飛車追逐，而在另外一頭的一輛賓士內，司機正利用日本警察的無線電頻道監聽尚恩等人飛車追逐的消息後並開始行駛，並在十字路口撞上韓的馬自達RX-7，撞擊韓的那台車正是賓士S320，駕駛者是《玩命關頭6》中的反派歐文·蕭的哥哥戴克·蕭，並打了一個警告電話給唐老大：「唐米尼克·泰瑞托，你不知道我是誰，但你很快就知道了......」，說到一半，RX-7便爆炸了。第6集飛車追逐片段是採用本集的片段剪輯而成
這也是為何在《玩命關頭6》的開頭片段只有《玩命關頭》、《玩命關頭2》、《玩命關頭4》以及《玩命關頭5》的回顧片段，卻把本集放在片尾彩蛋片段的原因，在《玩命關頭7》中，戴克·蕭於哈柏斯的電腦中下載了攻擊歐文·蕭的團隊的資料，並把韓作為首個追殺目標。而本集在陽台上韓與尚恩在談論為何在與隆史比賽前會將S15借給他時，韓有稍微透漏跟之前《玩命關頭5》隊伍的事。
至於《玩命關頭3》的時間線設於第6及7集之间的原因是由於當時《玩命關頭2：飆風再起》的評價不佳，故此第3集以新題材及時間線「試水溫」，如果本集評價仍然偏低則停止製作此系列，不料本集觀眾反應甚佳，故此後來繼續製作續集，並且在其後的集數中連接起了第3集的時間線以及解釋了來龍去脈。

## 主要角色
| 演員                        | 角色                       | 備註 |
| --------------------------- | -------------------------- | --- |
| 盧卡斯·布萊克 Lucas Black   | 尚恩·鲍斯威爾 Sean Boswell | 一位來自美國的高中生，十分熱愛賽車，因為在美國參與了一場非法賽事而即將被起訴，只好被迫要求離開美國，前往日本東京交由駐日美軍的父親監管，為了替韓復仇而向日本黑道提出和解要求的一場決賽，在獲勝下並贏得"新飄移王"稱號。 |
| 鮑沃 Lil' Bow Wow           | 汀奇 Twinkie               | 尚恩在日本認識的第一個朋友，帶領尚恩進入東京的賽車世界並見識賽車世界中最重要的甩尾技術，韓在死前塞了一袋錢給他並要求交給尚恩，以方便事後與蒲田提出談判和解。 |
| 娜塔莉·凱莉 Nathalie Kelley | 妮拉 Neela                 | 隆史的女朋友。但在與尚恩相處的過程中產生了好感而引起隆史的怒火。向隆史提出了分手並在最後與尚恩變成一對情侶。 |
| 布萊恩·泰 Brian Tee         | 「DK」隆史 Takashi "D.K."  | 東京賽車界的甩尾第一高手，尚恩的死敵，因其女友與尚恩互有好感，而把尚恩視為眼中釘。之後他發現錢財被韓私吞，心生不滿而追殺韓，使得尚恩為了向其復仇和處理糾紛而再次向自己提出競賽要求，最後在山路對決中翻車落敗。 |
| 姜成鎬 Sung Kang            | 韓 Han Seoul-Oh            | 日本黑市交易夥伴，吉賽兒·耶莎的男友，曾經是唐老大的團隊成員之一，在吉賽兒為了救自己而犧牲後遵守與她定下的約定來到東京展開新生活。有一家規模不小的車庫和數輛跑車，在尚恩首次向隆史挑戰時把自己的愛車S15借給尚恩比賽，後來嚴重撞毀後開始教導尚恩如何甩尾和享受賽車樂趣。因為財務糾紛引起恩怨而與遭遇追殺，最後駕駛RX-7跨越十字路口時被戴克·蕭以一輛賓士“蓄意”撞毀，但實際上是為了協助無名氏先生保護「阿雷斯亅的程式而和其合謀假死。 |
| 李奧納多·南 Leonardo Nam    | 森本 Morimoto              | 本集反派，隆史的左右手，與尚恩比賽落敗後從此心生不滿。與隆史一起追殺韓、尚恩以及妮拉，卻在追殺途中不慎開錯道，與對頭車相撞而死。 |
| 千葉真一 Sonny Chiba        | 蒲田 Kamata                | 隆史的叔父，關東地區的日本黑道高層，發現隆史的上繳帳目金額有問題。其在尚恩的和解要求下同意姪子隆史與尚恩兩人進行山路對決，最後目睹侄子輸慘後決定放過尚恩等人。 |
| 杜俊緯 Jason Tobin          | 艾爾 Earl                  | 機械師，韓的朋友，玲子的男友，為韓和尚恩改裝車輛，後和韓一同訓練尚恩飄移。 |

布萊恩·古德曼和琳達・博伊德飾演鮑斯威爾夫婦，尚恩的父母，其中鮑斯威爾先生曾任美國駐日海軍上尉。北川景子飾演玲子（Reiko），韓的朋友、艾爾的女友。波岡一喜飾演茶髮（Tea Hair），隆史的朋友和手下。柴可利·泰·布萊恩飾演克萊（Clay），尚恩原本就讀的美國高中學生和童黨首領；妮基·格里芬飾演辛迪（Cindy），克萊的女友。真木陽子飾演鮑斯威爾先生駐日相識時的前女友；于麗萍和田中愛子飾演賽車女郎；虎牙光揮飾演蒲田的近身手下；柴田理惠飾演數學老師。
此外，妻夫木聰客串飾演「超級帥哥」（Exceedingly Handsome Guy），尚恩和隆史進行飄移比賽時的發令員，台詞只有「歡迎」和「GO」。綽號「甩尾王」（ドリキン）的日本知名賽車手土屋圭市和電影製作人和田倉和利客串飾演尚恩練習甩尾時坐在旁邊釣魚的兩名老人。前大相撲力士六代小錦八十吉客串飾演澡堂裡的客人。馮·迪索在片尾客串飾演前作主角多米尼克·托雷托，美國洛杉磯街頭賽車界的龍頭老大，後在《狂野時速7》交代是為了追查韓的死因而來到東京尋找尚恩。

## 電影中車型
- 1999 日产Silvia S15 Spec-R
- 2004 日产350Z
- 2005 三菱Lancer Evolution （第九代车型，外观为第八代）
- 1970 雪佛兰Monte Carlo
- 2002 道奇Viper
- 1967 福特野马
- 1999 马自达 RX-7
- 2003 马自达 RX-8
- 1996 日产Skyline GT-R

## 迴響

### 評價
本片獲得褒貶不一的评價，片中的赛车场面获得影评人的赞誉，但剧本和演員的表现则受批评。在爛番茄获得的新鮮度仅38%，基於141條評論，平均分為4.9/10，觀眾投票獲得69%的分數，平均得分為3.7／5。在Metacritic上本片得到45分。

### 票房
| 上一届： 《命運好好玩》 | 2006年台北週末票房冠軍 第32週 | 下一届： 《命運好好玩》 |

## 外部連結
- 互联网电影数据库（IMDb）上《玩命關頭3：東京甩尾》的资料（英文）
- AllMovie上《玩命關頭3：東京甩尾》的资料（英文）
- 爛番茄上《玩命關頭3：東京甩尾》的資料（英文）
- Metacritic上《玩命關頭3：東京甩尾》的資料（英文）
- Box Office Mojo上《玩命關頭3：東京甩尾》的資料（英文）
- Yahoo奇摩電影上《玩命關頭3》的資料（繁體中文）
- 開眼電影網上《玩命關頭3》的資料（繁體中文）
- 豆瓣电影上《玩命關頭3》的資料 （简体中文）
- 时光网上《玩命關頭3》的資料（简体中文）